# Cimitirul paleocreștin din Pécs
Cimitirul paleocreștin din Pécs este înscris din anul 2000 în lista patrimoniului mondial UNESCO. Cele circa 500 de morminte au fost datate începând cu secolul al IV-lea.